# Người Indonesia
Người Indonesia (tiếng Indonesia: orang Indonesia) là công dân của nước Indonesia, không phân biệt chủng tộc, dân tộc hay tôn giáo. Indonesia là một quốc gia quần đảo đa văn hóa với nhiều sắc tộc với nhiều ngôn ngữ, văn hóa và tín ngưỡng khác nhau. Tổng dân số ở Indonesia theo điều tra dân số quốc gia năm 2010 là 237,64 triệu người, và dự kiến sẽ đạt 255,4 triệu vào năm 2015. 51% dân số sống trên đảo Java, hòn đảo đông dân nhất thế giới. Khoảng 95% người Indonesia là người bản địa (bị chi phối bởi người Java) trong khi 5% còn lại là người Indonesia có nguồn gốc nước ngoài, chẳng hạn như người Ả Rập.